# Комиссаров, Павел Петрович
Павел Петрович Комиссаров (16 апреля 1922 года, село Шершалан — июль 1976 года) — бригадир комплексной бригады передвижной механизированной колонны № 39 управления «Оренбургоблсельстрой» Министерства сельского строительства РСФСР, гор. Бузулук Оренбургской области. Герой Социалистического Труда (1971).

## Биография
Родился в 1922 году в крестьянской семье в селе Шершалан (сегодня одноимённый хутор Балтачевского сельского поселения Камско-Устьинского района Татарстана). После окончания семилетки трудился рядовым колхозником в местном колхозе. С 1942 года участвовал в Великой Отечественной войне. Воевал в составе 173-го стрелкового полка 20-й запасной стрелковой бригады 403-го гаубичного артиллерийского полка большой мощности 58-й Армии (сокращённо — 173 сп 20 зсбр,403 гв. гап 58 А).
После демобилизации в 1946 году переехал в Челябинскую область, где трудился каменщиком в строительном управлении «Жилстрой» треста «Южуралметаллургстрой» на строительстве магнезиевого завода в городе Сатке. С 1965 года — бригадир-каменщик управления «Бузулуксовхозстрой», позднее — бригадир передвижной механизированной колонны № 39 управления «Оренбургоблсельстрой».
Бригада Петра Кормиссарова досрочно выполнила социалистические обязательства и производственные плановые задания Восьмой пятилетки (1966—1970). Указом Президиума Верховного Совета СССР от 7 мая 1971 года «за выдающиеся производственные успехи в выполнении заданий пятилетнего плана» удостоен звания Героя Социалистического Труда с вручением Ордена Ленина и золотой медали Серп и Молот.
Избирался депутатом Бузулукского городского совета.
Погиб в авиакатастрофе в июле 1976 года.

## Награды
- Герой Социалистического Труда
- Орден Ленина — дважды (1958, 1971)
- Орден Красной Звезды (18.05.1945)
- Медаль «За отвагу» (02.05.1942)
- Медаль «За оборону Ленинграда» (22.12.1942)
- Медаль «За взятие Вены» (09.06.1945)
- Медаль «За победу над Германией в Великой Отечественной войне 1941—1945 гг.» (09.05.1945)